# Choconta (geslacht)
Choconta is een geslacht van halfvleugeligen uit de familie schuimcicaden (Cercopidae). De wetenschappelijke naam van dit geslacht is voor het eerst geldig gepubliceerd in 1979 door Fennah.

## Soorten
Het geslacht Choconta omvat de volgende soorten:
- Choconta circulata (Guérin-Méneville, 1844)
- Choconta comitata (Melichar, 1915)
- Choconta elliptica (Walker, 1851)
- Choconta juno (Distant, 1909)
- Choconta peruana (Lallemand, 1924)